# أغنية من أجل ليا
أغنية من أجل ليا (بالإنجليزية: A Song for Lya)‏ هي أول مجموعة قصصية لكاتب الخيال العلمي والفنتازيا جورج ر. ر. مارتن، تم نشرها كنسخة أصلية ذات غلاف ورقي بواسطة كتب أفون في عام 1976. وأعيد طبعها من قبل ناشرين مختلفين في عامي 1978 و2001. يتم تقديم العنوان أحيانًا «أغنية من أجل ليا وقصص أخرى». فازت أغنية من أجل ليا في استطلاع لوكوس لعام 1977 كأفضل مجموعة قصصية لهذا العام.

## المحتويات
1. «مع الصباح يأتي الخطأ» (التناظرية، 1973)
2. «النوع الثاني من الوحدة» (التناظرية، 1972)
3. «تجاوز» (التناظرية، 1973)، رواية
4. «مظلمة، كانت الأنفاق مظلمة» (قمة الرأس، 1973)
5. «البطل» (المجرة، 1971)
6. «إف تي إيه» (التناظرية، 1974)
7. «اركض إلى ضوء النجوم» (مذهلة، 1974)
8. «الخروج إلى سان بريتا» (رائع، 1972)
9. «عرض الشرائح» (أوميغا، 1973)
10. «أغنية من أجل ليا» (التناظرية، 1974)، رواية[3]

## الاستقبال
قام سبيدر روبنسون بمراجعة المجموعة بشكل إيجابي، معلنًا أنه على الرغم من أن بعض القصص كانت «عديمة الفائدة»، إلا أن «الأشياء الجيدة في أغنية من أجل ليا جيدة جدًا لدرجة أنها ستغطي عددًا أكبر بكثير من الأخطاء».